# Loup gris en Allemagne

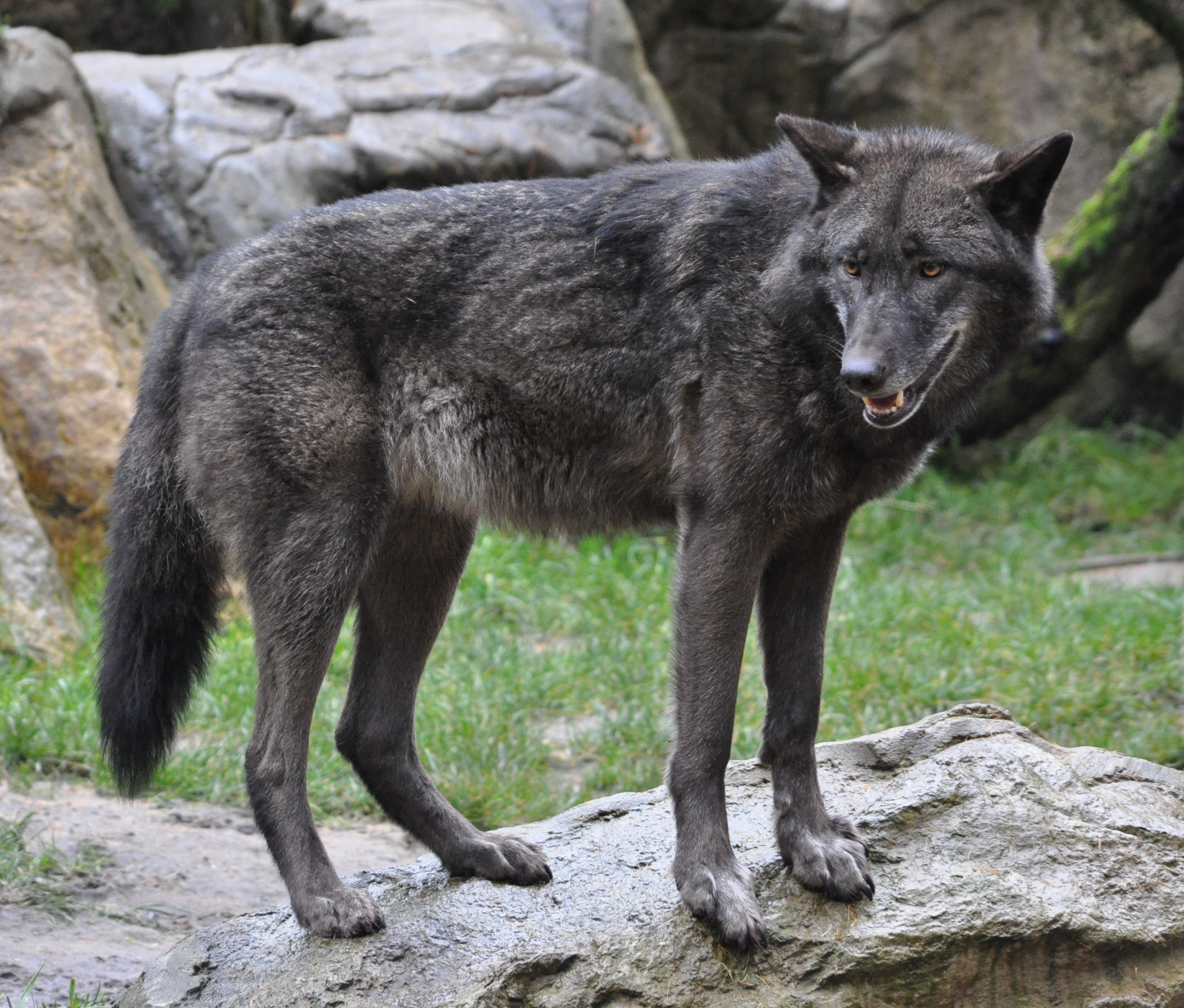
Loup gris noir (Canis lupus) dans le parc animalier de Luneburg Heide, Allemagne.

Le loup en Allemagne a été éradiqué à la fin du XIXe siècle. La population lupine en Allemagne en 2019 se chiffre à environ 800 individus, néanmoins, la distribution géographique de ces animaux n'est pas homogène à travers le territoire national. La présence de loups est recensée dans huit des seize Länder. Toutefois, l'essentiel de cette population se concentre de manière prépondérante dans le land du Brandebourg, région périphérique de Berlin. Au sein du Brandebourg, on dénombre la présence de 37 meutes, constituées de six à dix individus chacune, auxquelles s'ajoute un nombre significatif de loups solitaires.
L'origine des loups présents en Allemagne varie en fonction des régions : ceux du Sud du pays proviennent principalement d'Italie, tandis que ceux évoluant dans les environs de Berlin trouvent leur source dans les Pays-Baltes et en Pologne. La population de loups allemands connaît une croissance qui double leur nombre environ tous les trois ou quatre ans. Une caractéristique notable des loups allemands réside dans leur préférence marquée pour les zones d'entraînement de la Bundeswehr, l'armée allemande, plutôt que pour les réserves naturelles traditionnelles.